# توني وارد (لاعب كرة قدم بريطاني)
توني وارد (بالإنجليزية: Tony Ward)‏ (4 أبريل 1970 في المملكة المتحدة - ) هو لاعب كرة قدم بريطاني في مركز الوسط. لعب مع نادي إيفرتون ونادي دونكاستر روفرز وويغان أتلتيك ونادي تشورلي ونادي مارين ‏ ونادي رانكورن هالتون.